# Новиково (городской округ Шаховская)
Новиково — деревня в городском округе Шаховская Московской области.

## Население
| 1859 | 1926 | 2002 | 2006 | 2010 |
| ---- | ---- | ---- | ---- | ---- |
| 145  | ↘143 | ↘9   | ↘1   | →1   |

## География
Деревня расположена в восточной части округа, примерно в 12 км к юго-востоку от райцентра Шаховская, на левом берегу реки Латахи (левый приток Рузы), высота центра над уровнем моря 221 м. Ближайшие населённые пункты — Бухолово на северо-востоке и Кобылино на юго-востоке.
Есть Фермерская и Центральная улицы.

## Исторические сведения
Около 1769 года Новикова — деревня Льняникова стана Волоколамского уезда Московской губернии с 10 душами, владение секунд-майора Александра Осиповича Кудаева и вдовы Анны Григорьевны Грязновой. К деревне относилось 50 десятин 88 саженей пашни, 91 десятина 64 сажени леса и сенного покоса.
В середине XIX века деревня относилась к 1-му стану Волоколамского уезда и принадлежала госпоже Расторовой. В деревне было 15 дворов, крестьян 75 душ мужского пола и 75 душ женского.
В «Списке населённых мест» 1862 года Новиково — владельческая деревня 1-го стана Волоколамского уезда Московской губернии по правую сторону Московского тракта, шедшего от границы Зубцовского уезда на город Волоколамск, в 18 верстах от уездного города, при колодце, с 18 дворами и 145 жителями (73 мужчины, 72 женщины).
По данным на 1890 год входила в состав Бухоловской волости Волоколамского уезда, число душ мужского пола составляло 67 человек.
В 1913 году — 27 дворов.
По материалам Всесоюзной переписи населения 1926 года — деревня Бухоловского сельсовета Бухоловской волости, проживало 143 человека (55 мужчин, 88 женщин), насчитывалось 27 крестьянских хозяйств.
С 1929 года — населённый пункт в составе Шаховского района Московской области.
1994—2006 гг. — деревня Бухоловского сельского округа Шаховского района.
2006—2015 гг. — деревня сельского поселения Степаньковское Шаховского района.
2015 г. — н. в. — деревня городского округа Шаховская Московской области.